# 德尼·萨苏-恩格索
德尼·萨苏-恩格索（法語：Denis Sassou-Nguesso；1943年11月23日—），剛果共和國現任總統，刚果劳动党中央委員會主席。

## 早年生涯
1943年2月5日生于刚果北部盆地省奥旺多，早年曾先后在阿尔及尔和法国的军校学习。1961年参军，历任布拉柴维尔军区司令、陆军司令、国家保安局长、负责国防和安全事务的部长级代表等职。
萨苏1969年参与创建刚果劳动党并当选中央委员；1979年当选为刚果劳动党主席、共和国总统和部长会议主席，1984年和1989年蝉联总统；1989年晋升为陆军上将。

## 下野時期
1992年，刚果举行首次多党制总统大选，泛非社会民主联盟主席帕斯卡尔·利苏巴击败萨苏，当选总统。萨苏在這次選舉中得票只是排在第三位，結束13年執政。此后，萨苏韬光养晦，为1997年的下一届总统选举做准备。
1997年初，随着刚果大选临近，时任刚果总统利苏巴和前任总统萨苏之间的斗争逐渐明朗化。6月5日，忠于总统利苏巴的政府军突然包围了前总统萨苏在首都布拉柴维尔市的住宅，试图解除萨苏的私人民兵武装“眼镜蛇”，萨苏的私人民兵展开抵抗，由此引发了持续四个月的刚果共和国内战。

## 再任总统
刚果内战爆发后，双方一直在布拉柴维尔市处于相持状态，战火很少蔓延到该国其他地区。至当年10月，一直作壁上观的时任刚果总理科莱拉斯的私人民兵武装突然宣布支持政府军，参与对萨苏民兵武装的打击。舆论一度认为形势转为对萨苏不利。出人意料的是，接手政府军防区的科莱拉斯武装一触即溃，反而被萨苏民兵撕开了突破口，很快控制了首都布拉柴维尔和马亚-马亚国际机场。同时，安哥拉政府军从卡宾达出兵介入刚果内战，帮助萨苏武装攻占刚果第二大城市，出海口黑角。见大势已去，利苏巴和科莱拉斯流亡国外，萨苏于10月25日宣誓就任刚果共和国总统。

## 重新执政
萨苏1997年重新执政后，推行和平、统一、民族和解政策。1998年1月，刚果召开“全国和解、团结、民主和重建论坛”，决定在刚继续实行多元化民主，重建民族间信任和团结，确定3年弹性过渡期后举行总统大选。此后刚果政府基本在全国范围内平息了武装骚乱，与主要反政府武装派别达成停火和停战协定，除普尔地区外，国内局势逐步恢复稳定。2001年3、4月间，刚果非排他性全国对话在首都布拉柴维尔举行，通过了政府提交的新宪法草案和和平与重建公约。2002年1月20日，全民公投通过新宪法。3月，在刚果正式总统选举中，萨苏以九成得票率再次当选刚果总统。2009年3月，以78.6%又一次当选。
2021年10月，丹尼斯·萨苏·恩格索在潘多拉文件丑闻中被引用。据国际记者联盟称，正是在1998年，丹尼斯·萨苏·恩格索重新掌权后，该公司据报道，Inter Africa Investment 在英属维尔京群岛注册，这是加勒比海的避税天堂。 Denis Sassou N'Guesso 整体否认它是文件。

## 对华关系
萨苏被誉为中国人民的老朋友，讫今其已六次以刚果（布）总统身份访华（分别为1980年7月、1987年4月、2000年3月、2005年9月、2014年6月和2016年7月）。